# Castillo de Montagut (San Julián de Ramis)
El Castillo de Montagut en San Julián de Ramis en el Gironés es una de las mejores muestras de castillo medieval por la cantidad de restos originarias que se conservan y por no haber sido modificado en época moderna. El lugar donde se encuentra el castillo tiene un gran valor estratégico ya que domina toda la entrada a Gerona por la vertiente norte, así como el valle de Bañolas y las montañas de La Garrocha.

## Historia
El Castillo de Montagut data del 1288. El castillo fue propiedad de Pedro III de Aragón en el siglo XIII, quien lo encomendó a Jofre de Foixá. Este señor lo vendió al monasterio de San Pedro de Galligans de donde era procurador. En el censo del año 1370, el castillo de Montagut figura entre las pertenencias del abad de este monasterio. En el año 1385, Pedro IV de Aragón, el Ceremonioso, ordenó a los capitanes del castillo que hicieran «construir fosos en dicho castillo, vigías y otras cosas necesarias».
Durante la Guerra del Francés fue útil como punto de vigía para vigilar los movimientos de las tropas francesas, pero durante el tercer sitio (1809) desde el primer momento fue ocupado por las fuerzas invasoras. Posiblemente su destrucción principal tuvo lugar a lo largo de las invasiones del siglo XVIII y durante la Guerra del Francés ya estaba arruinado.

## Arquitectura
Actualmente sólo quedan unas murallas y una torre del homenaje almenada rectangular que tiene una anchura interior de 3 m y una longitud de 5,47 m. El grueso de los muros es de 1,2 m a nivel inferior. La planta baja de la torre tiene una alzada de 3,32, en cuyo nivel en la pared norte se abre una puerta. En la pared este, a una altura de 7 u 8 m, hay un cambio de aparejo constructivo, lo que hace pensar que el edificio original tenía esta altura y más tarde sería sobrealzado con 2 metros de pared lisa donde comienza una vuelta de cañón. La azotea está rodeada de almenas.
A lado norte y este de la torre maestra había un primer recinto, más moderno. A levante de la torre una construcción rectangular de la que aún vemos algunos muros con las aspilleras y alguna ventana. La puerta de este recinto soberano abría seguramente a la fachada este. Por los lados norte y este de este recinto se extendía el recinto inferior, muy extenso, con puerta en la fachada norte.
Parece que los primeros 7 u 8 metros de la torre corresponden a una construcción realizada en el año 1000. El resto de los edificios puede corresponder a un momento más tardío de la época románica.